# Xysticus chaparralis
Xysticus chaparralis là một loài nhện trong họ Thomisidae.
Loài này thuộc chi Xysticus. Xysticus chaparralis được miêu tả năm 1965 bởi Schick.